# Невинномысск
Невинномы́сск — город краевого значения в Ставропольском крае России. Образует городской округ город Невинномысск.
Невинномысск — единственное муниципальное образование Ставропольского края в перечне монопрофильных муниципальных образований Российской Федерации.
22 декабря 2017 года Правительством Российской Федерации было принято постановление о создании в границах города территории опережающего социально-экономического развития.
29 октября 2020 года думой Ставропольского края было принято решение о присвоении почётного звания «Город воинской доблести».

## Этимология
Город Невинномысск возник из станицы Невинномысской. Военный историк В. А. Потто около 100 лет назад отыскал в моздокском архиве дело от 1784 года, из которого узнал, что «некую малую речку, впадающую в Кубань, впредь велено именовать Невинной, поскольку данное ей бывшими здесь солдатами изустное прозвище было непотребным».
Ставропольский краевед Колесников В. А. в монографии «Былое Невинного мыса» (2011) выдвигает версию возникновения имени города, в соответствии с которой в 1784 году П. С. Потёмкиным местности было дано название «Невинный мыс» по господствующей над современным городом горе, прежде именовавшейся по-ногайски «Арюв-кыз», что в переводе означает «красивая девушка». Название возникло из-за гибели невинной девушки, которую выдали замуж за нелюбимого мужчину.
Существуют и другие версии происхождения названия города.

## Официальная символика
Герб
Герб муниципального образования городского округа — города Невинномысска Ставропольского края — представляет собой геральдический щит с обрамлением. Основной фон щита — зелёный. Главная фигура щита, выполненная в голубом цвете, символизирует мыс при слиянии двух рек, отражая тем самым местоположение города при слиянии рек Кубань и Большой Зеленчук, а также объясняя происхождение названия города.
В нижней части щита на соединении рукавов рек изображена химическая колба с растением внутри, обрамлённая снизу шестернёй, что указывает на главную специфику города как одного из крупнейших промышленных центров Ставропольского края. Колба — белого цвета, растение — зелёного, шестерня — синего. В верхней части щита помещена деталь Ставропольского краевого герба в виде карты Ставропольского края с крестом и линией сорок пятой параллели. Цвет карты — золотой (жёлтый), крест и обозначение параллели — белого цвета. Этим подчёркивается, что город является составной частью Ставропольского края, вливаясь в него символическим потоком голубой реки.
Обрамление щита аналогично обрамлению герба Ставропольского края: слева — дубовый венок бронзового (жёлто-коричневого) цвета, справа — венок из колосьев пшеницы бронзового (жёлто-коричневого) цвета. Обрамление перевито лентой с цветами флага Ставропольского края. Вверху щита на ленте число 1825 красного цвета, означающее год основания города.
Флаг
Флаг муниципального образования городского округа — города Невинномысска — представляет собой прямоугольное полотнище с соотношением ширины к длине 2:3, разделённое голубым вилообразным крестом на три части: зелёную (у древка) и две жёлтые (вверху и внизу). Вилообразный крест символизирует слияние рек — Зеленчука и Кубани, очерченный ими треугольник — мыс, остальное пространство — территория Ставропольского края, пересекается рекой Кубанью.
Зелёный цвет символизирует цвет молодости и жизни, природы, весны и процветания, надежды и здоровья. Голубой цвет — честь, славу, истину, преданность и добродетель, чистое небо и воду. Жёлтый цвет (золото) — цвет благополучия и мира, плодородия и богатства — золота и хлебов. Жёлтый цвет указывает на административную принадлежность города Ставропольскому краю, повторяя цвет краевого флага. Мыс и реки одновременно являются элементами герба города Невинномысска.

## Физико-географическая характеристика
Географическое положение
Город Невинномысск находится в Предкавказье, на Ставропольской возвышенности, по берегам реки Кубани, при впадении в неё реки Большой Зеленчук, в 55 км южнее краевого центра города Ставрополя. В Невинномысске начинается Невинномысский канал, подающий воду из реки Кубань в реку Большой Егорлык.
Часовой пояс
Город Невинномысск, как и весь Ставропольский край, находится в часовой зоне, обозначаемой по международному стандарту как Moscow Time Zone (MSK), время совпадает с поясным.
Самая высокая точка
Самая высокая точка: Невинская гора, наибольшая высота 581 метр над уровнем моря
Климат
Климат в городе Невинномысске умеренно континентальный, характеризуется мягкой зимой и жарким летом.
Благодаря большому количеству водных ресурсов и мягкому климату город обладает живописными водоёмами, лесополосами и парками. Лесопарковый массив, вдоль левого берега реки Кубань и правого берега реки Зеленчук, с природой, не тронутой со времён основания города, является одной из достопримечательностей города и излюбленным местом отдыха горожан.
| Показатель                    | Янв. | Фев. | Март | Апр. | Май  | Июнь | Июль | Авг. | Сен. | Окт. | Нояб. | Дек. | Год  |
| ----------------------------- | ---- | ---- | ---- | ---- | ---- | ---- | ---- | ---- | ---- | ---- | ----- | ---- | ---- |
| Средний суточный максимум, °C | 0,3  | 1,7  | 7,7  | 16,9 | 22,3 | 26,1 | 28,9 | 28,0 | 23,3 | 15,9 | 9,2   | 3,3  | 15,3 |
| Средний суточный минимум, °C  | −7,8 | −6,3 | −1,7 | 4,9  | 9,7  | 13,3 | 16,0 | 15,0 | 10,6 | 4,5  | 0,6   | −4   | 4,6  |
| Норма осадков, мм             | 24   | 19   | 31   | 46   | 69   | 90   | 65   | 74   | 44   | 35   | 37    | 33   | 567  |

## История
Современная территория Невинномысска начала осваиваться людьми ещё в глубокой древности. В то время по этой территории перегоняли свои стада скотоводы, о чём свидетельствуют каменные вымостки — места их привалов. Археологи нашли в данной местности скифские, хазарские, сарматские захоронения, а также следы аланских, древнеболгарских, ордынских, меото-сарматских поселений.
Во второй половине первого тысячелетия нашей эры здесь пролегало одно из ответвлений Великого Шёлкового Пути от низовий реки Волги в Закавказье и черноморские порты. Есть свидетельства, что здесь бывали гунны, авары, печенеги, половцы, монголы.
XVIII—XIX века
До завершения Кавказской войны на месте города располагались многочисленные черкесские селения бесленеевцев и хаджиретовых кабардинцев, являющиеся частью исторической Черкесии. Бесленеевцы ранее занимали территорию по верхнему течению правого берега реки Лабы и её притоку Ходзю, на востоке и северо-востоке по реке Урупу и её притокам Большому и Малому Тегеням и другим рекам, примерно до линии станиц Упорной и Отрадной, при этом они соседствовали на северо-западе с махошевцами, на западе — с мамхеговцами, на юге и юго-востоке — с абазинами. Так, до размещения на описанной территории жители аула Тазартукай (ныне аул Бесленей Хабезского района Карачаево-Черкесии), ранее переселённые на отведённую царскими властями землю, недалеко от станицы Исправной, после войны переселились к окраине станицы Невинномысской. Затем население аула было переселено на правый берег реки Большой Зеленчук, где окончательно и осело. Впоследствии один из трёх казачьих редутов (в районе современного города Невинномысска) носил название «Бесленейский» — укрепление близ Невинного мыса.
- 1778 год. Крымское ханство с его кубанскими владениями вошло в состав Российской империи и соответственно передвинулись границы на запад. На мысу, для контроля над переправой и долиной, был построен редут. Впоследствии мыс получил название Невинный, а небольшая речка, впадающая в Кубань — Невинная.
- 1784 год. Основан неукреплённый, покидаемый на зиму редут.
- 1787 год. Укрепление редута.
- 1789 год. Около Невинномысского редута, по приказу начальника Кавказского корпуса генерала Текели сосредоточились крупные военные силы, чтобы отразить нападение многотысячного корпуса турок под командованием сераскира Батал-паши.
- 1804 год. Отряд черкесов, прорвавшись ниже Невинномысского редута через кордонную линию, попытался угнать «мирных» ногайцев за Кубань. Три хопёрские сотни, резерв Невинномысского редута сотника Гречкина, три эскадрона драгун в районе Барсуковского поста разбило и рассеяло горцев, отбив ногайцев.
- Начало 1810-х годов. Строительство редута на Невинской горе. Гарнизон увеличен, установлена ещё одна пушка.
- Сентябрь 1813 года. Большой отряд черкесов прорвался на помощь Назырь Саид Ахмету Эфенди через линию у Невинномысского редута. Около двух тысяч ногайцев с семьями и скотом двинулись за Кубань под прикрытием трёхтысячного отряда черкесской конницы. Отряд генерала Портнягина догнал арьергард горцев и вступил в бой, который продолжался два дня. В результате только небольшая часть сумела в нескольких местах переправиться и уйти за Кубань.
- 23 июня 1815 года. Полусотня хопёрцев под командой есаула Стрижневского, преследуя от Ставропольской крепости абреков, настигла их у Невинномысского редута. При переправе через Кубань главарь банды, князь Хопач, был убит вместе с десятью своими приспешниками.
- 14 (1 по ст. стилю) октября 1825 года. Основана станица Невинномысская.
- 1826 год. А. П. Ермолов написал генерал-майору князю Горчакову: «Станица Невинномысская поселена при крепости Невинный мыс, близ устья Большого Зеленчука». Одновременно — были образованы Баталпашинская (ныне г. Черкесск), Беломечетская и Барсуковская станицы.
- 16 мая 1833 года. — Образование в Невинномысской и Баталпашинской сильных кордонных резервов. Доведение состава полка до 12 сотен.
- Апрель 1834 года. Абреки численностью более 20 человек переправились через Кубань у Донского поля (ныне посёлок Головное), но были казаками полностью уничтожены.
- 1839 год. Большая группа абреков напала около станичного вала на группу казаков. Два казака были убиты, трое ранены и двое захвачены в плен.
- 1850 год. Невинномысскую посетил великий князь Александр Николаевич (будущий император Александр II). В станице ему была организована торжественная встреча. Невинномысская сотня почётным эскортом сопровождала князя на реку Куму до Пятигорска.
- 1872—1875 года. Строительство железной дороги.
- 1894 год. Купец 1-й гильдии И. А. Баранов ввёл в эксплуатацию одну из самых крупных на Северном Кавказе паровых мельниц.
- 1895 год. Купцом И. А. Лапиным построена крупнейшая в Российской империи шерстомойная фабрика. В станице открываются школы, появляется первый синематограф. В центре станицы возводится новый храм Покрова Пресвятой Богородицы.

XX век 
- 1905—1907 года — Железнодорожники станции Невинномысская участвуют в стачках первой русской буржуазно-демократической революции.
- Май 1917 года. Организация первого профессионального союза рабочих шерстомойной фабрики и мельницы.
- 1918 год. Установление Советской власти в станице Невинномысской. Организован Военно-революционный комитет. Создание Невинномысского революционного отряда. Создание бронепоезда «Коммунист» № 1. Организован станичный Совет рабочих, крестьянских и казачьих депутатов. Национализирована шерстомойная фабрика. 27 октября — в станице созван II Чрезвычайный съезд Советов Северного Кавказа.

Во время гражданской войны станица разделилась на два лагеря: большинство работников предприятий воевало на стороне Советской власти, а казаки — на стороне Белой гвардии. Станица несколько раз переходила из рук в руки. В Невинномысской был организован Второй Кубанский революционный отряд Якова Балахонова. Здесь воевали бойцы красного командира Ивана Кочубея и белоказаки генерала Шкуро.
- 15 марта 1920 года. Окончательное установление Советской власти.

В апреле создана одна из первых в Баталпашинском отделе комсомольская ячейка.
- 1921 год. В дальнейшем Невинномысская пережила страшный голод 21-го года, раскулачивание, репрессии и сплошную коллективизацию.
- Ноябрь 1922 года. Шерстомойной фабрике присвоено имя В. И. Ленина.
- 2 июля 1924 года. Образован Невинномысский район.
- 1927 год. Проведено электричество. Появилось радио, открылся кинотеатр.
- 1929 год. В станице организован колхоз имени В. И. Ленина.
- 1933 год. При Невинномысской МТС создан политотдел.
- 1936 год. Начало строительства — Невинномысского канала.
- 19 октября 1939 года. Станица Невинномысская преобразована в город районного подчинения Невинномысск.
- 25 апреля — 25 мая 1940 года. 30 ударных дней народной стройки на трассе Невинномысского канала.
- 22 июня 1941 года. В районе создаются истребительные отряды по борьбе с диверсантами.
- 5 августа 1942 года. Начало оккупации Невинномысска немецко-фашистскими захватчиками[21].
- 21 января 1943 года 351-я стрелковая дивизия во взаимодействии с частями 9-й Армии освободила Невинномысск[22].
- Февраль 1944 года. Возобновление строительства Невинномысского канала.
- 1 июня 1948 года. Открытие Невинномысского канала.
- 7 марта 1952 года. Начало строительства завода по производству азотных удобрений из природного газа — Невинномысский азот.
- 2 ноября 1956 года. Упразднён Либкнехтовский район. Сёла Ольгинское и Великокняжеское переданы в состав Невинномысского района.
- 1959 год. Невинномысский район переименован в Кочубеевский, а центр района перенесён из города Невинномысска в селе Ольгинское. 14 августа получил статус города краевого подчинения.
- Март 1960 года. Начало строительства азотно-тукового завода в Невинномысске (Всесоюзная ударная комсомольская стройка).
- 1961 год. Сёла Ольгинское и Великокняжеское Невинномысского района объединены в один населённый пункт — село Ольгинское.
- 1961 год. Село Ольгинское переименовано в село Кочубеевское.
- 2 августа 1962 года. На Невинномысском азотно-туковом заводе получен первый продукт — аммиак.
- 1963 год. Открытие Дворца культуры и техники химиков.
- 10 января 1963 года. Организован Невинномысский химический комбинат[23].
- 1965 год. Открытие филиала Центрального научно-исследовательского института шерсти.
- Октябрь 1966 года. Начало проектирования Невинномысского завода бытовой химии.
- 1967 год. Невинномысской ГРЭС присвоено имя 50-летия Великой Октябрьской социалистической революции.
- 28 июня 1971 года. Ввод Невинномысского завода бытовой химии в эксплуатацию.
- 1972 год. Строительство Невинномысского завода электроизмерительных приборов «ЗИП».
- 1973 год. Начало строительства камвольно-прядильной фабрики.
- 1992 год. НПО «Азот» приватизировано и преобразовано в ОАО «Невинномысский азот».

XXI век 
- 2001 год. ОАО «Минерально-химическая компания „ЕвроХим“» стало крупнейшим акционером ОАО «Невинномысский азот».
- Июнь 2002 года. Крупнейшее за 100 лет наводнение, в результате которого в черте города рухнули почти все мосты через Кубань (кроме построенного при Николае II), и полностью затопило некоторые районы. Остались функционировать лишь железнодорожный мост (послевоенной постройки) и плотина в районе Головное.
- 2008 год. МХК «ЕвроХим» начало строительства первого в России производства меламина на базе «Невинномысского азота».
- 22 декабря 2017 года — в границах города Невинномысска создана территория опережающего социально-экономического развития[11][24].

## Население
| 1829     | 1844     | 1849     | 1855     | 1861     | 1867     | 1874     | 1875     | 1882     | 1896     | 1897     |
| -------- | -------- | -------- | -------- | -------- | -------- | -------- | -------- | -------- | -------- | -------- |
| 1498     | ↗2025    | ↗2037    | ↗2705    | ↗2858    | ↘2774    | ↗3108    | ↗3160    | ↗3489    | ↗7500    | ↗8371    |
| 1913     | 1915     | 1939     | 1959     | 1967     | 1970     | 1973     | 1975     | 1976     | 1979     | 1982     |
| ↗15 293  | ↘13 057  | ↗23 605  | ↗39 806  | ↗63 000  | ↗85 067  | ↗92 000  | ↗100 000 | →100 000 | ↗103 708 | ↗109 000 |
| 1985     | 1986     | 1987     | 1989     | 1990     | 1991     | 1992     | 1993     | 1994     | 1995     | 1996     |
| ↗116 000 | ↘115 000 | ↗116 000 | ↗121 355 | ↗121 594 | ↗123 000 | ↗124 625 | ↗127 000 | ↗128 557 | ↗131 372 | ↗132 105 |
| 1997     | 1998     | 1999     | 2000     | 2001     | 2002     | 2003     | 2004     | 2005     | 2006     | 2007     |
| ↗132 902 | ↗133 802 | ↘133 215 | ↘133 211 | ↘133 013 | ↘132 141 | ↘131 971 | ↘131 562 | ↘130 732 | ↘129 959 | ↘129 207 |
| 2008     | 2009     | 2010     | 2011     | 2012     | 2013     | 2014     | 2015     | 2016     | 2017     | 2018     |
| ↘129 106 | ↘128 528 | ↘118 360 | ↘118 212 | ↗118 225 | ↘117 663 | ↘117 638 | ↗117 868 | ↗117 891 | ↘117 676 | ↘117 446 |
| 2019     | 2020     | 2021     | 2023     | 2024     | 2025     |          |          |          |          |          |
| ↘116 884 | ↘116 751 | ↗117 562 | ↘115 826 | ↘114 556 | ↘113 112 |          |          |          |          |          |

На 1 января 2025 года по численности населения город находился на 151-м месте из 1124 городов Российской Федерации. В конце XX — начале XXI века в течение нескольких лет Невинномысск был вторым (так как Пятигорск в официальной статистике учитывается без посёлков Горячеводск и Свободы) по населению городом края после Ставрополя.
Гендерный состав
По итогам переписи населения 2010 года проживали 53 860 мужчин (45,51 %) и 64 500 женщин (54,49 %).
Национальный состав
По итогам переписи населения 2010 года проживали следующие национальности (национальности менее 1 %, см. в сноске к строке «Другие»):
| Национальность | Численность | Процент |
| -------------- | ----------- | ------- |
| Русские        | 106 405     | 89,90   |
| Украинцы       | 2353        | 1,99    |
| Армяне         | 2175        | 1,84    |
| Другие         | 7427        | 6,27    |
| Итого          | 118 360     | 100,00  |

По итогам переписи населения 2020 года проживали следующие национальности (национальности менее 1 % и другое, см. в сноске к строке «Другие»):
| Национальность | Численность, чел. | Доля     |
| -------------- | ----------------- | -------- |
| Русские        | 107 924           | 91,80 %  |
| Армяне         | 1636              | 1,39 %   |
| Другие         | 8002              | 6,81 %   |
| Итого          | 117 562           | 100,00 % |

## Органы власти
Структуру органов местного самоуправления города составляют:
- Дума города — представительный орган города[62];
- глава города — глава муниципального образования, возглавляющий администрацию города;
- администрация города — исполнительно-распорядительный орган города;
- контрольно-счётная палата города.

Главы города
- Анатолий Семенченко;
- Виктор Ледовской;
- Константин Храмов;
- и. о. с марта по июль 2012 года — Татьяна Васильченко;
- с июля 2012 года по 21 апреля 2015 года — Сергей Батынюк;
- с 21 апреля 2015 года по 16 ноября 2016 года — Надежда Богданова;
- с 16 ноября 2016 года — Михаил Миненков

Главы администрации
- до апреля 2015 года — Сергей Батынюк;
- с 29 мая 2015 года до ноября 2016 года — Василий Шестак[63];
- с ноября 2016 года должность главы администрации совмещает глава города.

Председатель Думы города
- С 30 сентября 2016 года — Александр Медяник[64].

## Территориальное деление
Город состоит из центральной части на правом берегу Кубани, а также микрорайонов с неформальными названиями: Мельница, Фабрика, Рождественское, Красная Деревня, Низки, ПРП, МЖК, Правокубанский, ЗИП, Головное, Старый город, Дом быта, Химпосёлок, БАН.

## Культура
- Городской Дворец культуры им. Горького[65]. Открыт 20 ноября 1955 года как клуб имени М. Горького[66].
- Дворец Культуры Химиков. Был открыт в декабре 1962 года[67].
- Культурно-досуговый центр «Родина»[68]. Открыт в 1964 году как кинотеатр «Родина»[69].
- Центральная городская библиотека. Открыта 21 апреля 1976 года[70].
- Невинномысский историко-краеведческий музей. Музей был открыт 1 мая 1957 года[71]. Инициаторами были ветераны гражданской и Великой Отечественной войн. В музее три зала — экспозиционный («Взгляд в прошлое. Об истории развития города») и два выставочных.
- Парк культуры и отдыха[72]. Открыт 1 октября 1957 года как парк культуры и отдыха фабрики им. В. И. Ленина[73]
- Парк «Шерстяник». Открыт в сентябре 1957 года[74]

## Образование
Дошкольное образование
- Детский сад № 1 «Малыш»[75]. Открыт 24 августа 1986 года.
- Детский сад № 2 «Теремок»[76]. Открыт 2 февраля 1990 года.
- Детский сад № 3 «Улыбка»[77]. Открыт 1 апреля 2015 года.
- Детский сад № 4 «Пчёлка»[78]. Открыт 1 августа 1982 года.
- Детский сад № 9 «Одуванчик»[79]. Откроется в ближайшее время после реконструкции.
- Детский сад № 10 «Золотой ключик»[80]. Открыт 29 декабря 1965 года.
- Детский сад № 12 «Аленький цветочек»[81]. Открыт 1 февраля 1940 года[82].
- Детский сад № 14 «Ромашка»[83]. Открыт 31 марта 1932 года.
- Детский сад № 15 «Солнышко»[84] Открыт в 1962 году.
- Детский сад № 16 «Ручеёк»[85]. Открыт 15 августа 1966 года[86]
- Детский сад № 18 «Красная шапочка»[87]. Открыт 14 июня 1958 года[88]
- Детский сад № 19 «Тополёк»[89]. Открыт 20 июня 1960 года[66].
- Детский сад № 22 «Гамма»[90] Открыт 10 октября 1964 года.
- Детский сад № 23 «Огонёк»[91]. Открыт 11 февраля 1966 года[86]
- Детский сад № 24 «Радуга»[92]. Открыт 21 декабря 2008 года.
- Детский сад № 25 «Теремок»[93]. Открыт 23 апреля 1970 года[66].
- Детский сад № 26 «Белочка»[94]. Открыт 26 августа 1972 года.
- Детский сад № 27 «Ласточка»[95]. Открыт 7 февраля 1967 года.
- Детский сад № 29 «Медвежонок». Открыт 23 февраля 1972 года[96].
- Детский сад № 30 «Солнышко»[97]. Открыт 31 мая 1966 года[86]
- Детский сад № 31 «Сказка»[98]. Открыт 1 июня 1970 года[82].
- Детский сад № 34 «Золотой петушок»[99]. Открыт 1 октября 1956 года[86]
- Детский сад № 40 «Светлячок»[100]. Открыт 1 июня 1974 года.
- Детский сад № 41 «Скворушка»[101]. Открыт 1 декабря 1975 года.
- Детский сад № 42 «Материнская школа»[102]. Открыт 8 апреля 1976 года.
- Детский сад № 43 «Алёнушка»[103]. Открыт 10 ноября 1976 года[86]
- Детский сад № 45 «Гармония»[104]. Открыт 15 июня 1977 года.
- Детский сад № 46 «Хрусталик». Открыт 30 апреля 1976 года[70]
- Детский сад № 47 «Родничок»[105]. Открыт 24 октября 1979 года.
- Детский сад № 48 «Незабудка»[106]. Открыт 5 мая 1966 года.
- Детский сад № 49 «Аленький цветочек»[107]. Открыт 22 апреля 1980 года[66].
- Детский сад № 50 «Светофорик»[108]. Открыт 9 июня 1983 года.
- Детский сад № 51 «Радость»[109]. Открыт 16 августа 1982 года.
- Детский сад № 154 «Почемучка»[110]. Открыт 1 сентября 1980 года[82]
- Православный детский сад «Вера, Надежда, Любовь»[111]. Открыт 29 мая 2010 года.

Среднее общее образование
- Средняя общеобразовательная школа № 1[112]. Открыта 5 декабря 1934 года.
- Лицей № 1[113]. Открыт 1 сентября 1993 года.
- Средняя общеобразовательная школа № 2[114]. Открыта 4 декабря 1937 года.
- Средняя общеобразовательная школа № 3[115]. Открыта 4 декабря 1946 года.
- Средняя общеобразовательная школа № 5 имени Героя Советского Союза, Маршала Советского Союза Куликова Виктора Георгиевича[116]. Открыта 20 октября 1901 года как двухклассное смешанное начальное училище Общества Владикавказской железной дороги.
- Лицей № 6. Открыт в 1962 году как средняя школа № 6[73]
- Средняя общеобразовательная школа № 7[117]. Открыта 14 октября 1913 года как Южное Казачье двухклассное училище. Новое здание было открыто 1 сентября 1972 года, став из восьмилетней школы средней[118].
- Средняя общеобразовательная школа № 8 имени Героя Советского Союза Т. Н. Подгорного[119]. Открыта 1 сентября 1938 года. В 1972 году стала из восьмилетней школы средней[118].
- Гимназия № 9[120]. Открыта в 1962 году[73].
- Гимназия № 10 ЛИК[121]. Открыта 12 июня 1992 года.
- Средняя общеобразовательная школа № 11 имени кавалера ордена Мужества Э. В. Скрипника[122][123]. Открыта 1 сентября 1968 года.
- Средняя общеобразовательная школа № 12[124]. Открыта 23 октября 1970 года[66].
- Средняя общеобразовательная школа № 14[125]. С 1 сентября 1972 года в новом здании[74].
- Средняя общеобразовательная школа № 15[126]. Открыта 1 сентября 1975 года.
- Средняя общеобразовательная школа № 16[127]. Открыта 1 сентября 1980 года[82] (по другим данным 16 октября[128])
- Средняя общеобразовательная школа № 18 с углубленным изучением отдельных предметов[129]. Открыта 30 июня 1987 года.
- Средняя общеобразовательная школа № 20[130]. Открыта 10 сентября 1991 года.
- Православная гимназия[131]. Открыта 1 сентября 2015 года.
- Специальная (коррекционная) школа-интернат № 23 для детей-сирот и детей, оставшихся без попечения родителей, с ограниченными возможностями здоровья VIII вида[132]

Дополнительное образование
- Детская музыкальная школа № 1[133]
- Детская школа искусств[134]
- ДООЦ «Гренада»[135]. Открыт с 1980 года.
- Дворец детского творчества[136]. Открыт 6 апреля 2015 года.
- Детско-юношеская спортивная школа № 1[137]. Открыта 1 сентября 1975 года.
- Детско-юношеская спортивная школа «Рекорд»[138]. Открыта 11 августа 1973 года.
- Детско-юношеская спортивная школа «Шерстяник»[139]. Открыта 15 октября 1967 год.
- Детско-юношеская спортивная школа по зимним видам спорта[140][141]
- Специализированная детско-юношеская спортивная школа олимпийского резерва по тяжёлой атлетике[142]
- Государственное бюджетное образовательное учреждение «Центр психолого-медико-социального сопровождения» города Невинномысска[143]
- Центр творческого развития и гуманитарного образования для одарённых детей «Поиск»[144] — Невинномысский филиал
- Центр детского научного и инженерно-технического творчества города Невинномысска[145]. Открыт 27 октября 2017 года[146].
- АНО дополнительного образования «Детский технопарк „Кванториум“ в городе Невинномысске».[147] Открыт 1 сентября 2020 года.

Среднее специальное образование
- Невинномысский индустриальный колледж[148]. Открыт 25 декабря 1945 года как одногодичная школа по шелководству[82]
- Невинномысский химико-технологический колледж. Дата основания 10 августа 1960 года[149]
- Невинномысский экономико-правовой техникум. Открыт 1 декабря 1993 года[150]
- Невинномысский энергетический техникум. Открыт 22 мая 1969 года[151]
- Невинномысский филиал «Северо-Кавказский медицинский колледж». Открыт 1 сентября 2021 года.[152]

Высшее образование
- Невинномысский государственный гуманитарно-технический институт[153]
- Невинномысский институт экономики, управления и права[154]
- Невинномысский технологический институт. Филиал Северо-Кавказского федерального университета[155]
- Невинномысский медицинский институт.[156]

## Здравоохранение
- Городская больница[157]. Открыта 30 октября 1960 года[66]. В 2019 году в её состав включены: городская больница № 2, детская городская больница, городская поликлиника № 1, городская поликлиника № 2, станция скорой медицинской помощи, лечебно-реабилитационный центр, врачебно-физкультурный диспансер, родильный дом (открыт 22 декабря 1987 года[96]), женская консультация.
- Стоматологическая поликлиника. Открыта 21 октября 1967 года[73]
- Филиал краевой психиатрической больницы № 1[158]
- Филиал краевого противотуберкулёзного диспансера[159]
- Филиал краевого клинического консультативно-диагностического центра[160]
- Узловая поликлиника № 2 РЖД[161]
- Детский краевой санаторий «Журавлик»[162]. Открыт 17 сентября 1980 года[66]
- ООО «Хирургическая клиника»[163]
- Медицинский центр «ЛадаРосмедикал»[164]
- ООО «Центр семейной стоматологии» г. Невинномысск
- Стоматологическая клиника «Зубр»[165]
- Консультативно-диагностический центр «Клиника-Сити»[166]
- Медицинская лаборатория «Гемотест»[167]
- Медицинская лаборатория «КДЛ»[168]

Рядом с Невинномысском в сёлах Казьминское и Воронежское есть целебные термальные источники.

## Религия
Русская православная церковь
- Кафедральный собор Покрова Пресвятой Богородицы
- Храм Казанской Божьей Матери
- Храм Петра и Февронии. Чин освящения места и памятного креста на месте закладки нового храма в октябре 2012 года[169]
- Часовня Петра и Павла (деревянная)
- Часовня Преподобного Серафима Саровского

- Православные храмы Невинномысска
- Собор Покрова Пресвятой Богородицы
- Собор Покрова Пресвятой Богородицы
- Крестильный храм в честь Святителя Игнатия
- Церковь Казанской Иконы Божией Матери
- Церковь святых Первоверховных апостолов Петра и Павла

Другие религиозные организации
- Церковь/община христиан адвентистов седьмого дня[170]
- Церковь «Христианская миссия».
- Протестантская церковь «Слово Жизни»

## Средства массовой информации
Телевидение
Принимаются каналы первого и второго мультиплекса цифрового эфирного телевидения России.
Радио
Городское радио «Визави FM». Основано 1 января 1967 года как редакция радиовещания.
Печатные издания
- Газета «Невинномысский рабочий». Выходит с 25 сентября 1930 года[66][174].
- Информационное агентство «Городской ревизор»[175].
- Газета бесплатных объявлений «Объявления нашего города».

Интернет-провайдеры
Ростелеком, Телетекст, Мобайл Тренд, ТТК, Зелёная точка.

## Экономика
Город Невинномысск относится к монопрофильным муниципальным образованиям Российской Федерации со стабильной социально-экономической ситуацией и, начиная с 2017 года, входит в десятку лучших моногородов России.
22 декабря 2017 года, в соответствии с Федеральным законом «О территориях опережающего социально-экономического развития в Российской Федерации», Правительство РФ постановило создать в границах города территорию опережающего социально-экономического развития «Невинномысск» с целью диверсификации его экономики, снижения зависимости от градообразующего предприятия, повышения инвестиционной привлекательности города, создания новых рабочих мест, привлечения инвестиций. По состоянию на 26 ноября 2021 года статус резидента имеют 30 организаций.
Современные технологии 
В Невинномысске активно внедряют систему «Умный город». В городе работают несколько её модулей. Среди них, программный комплекс «Урбаникс», который обеспечивает картографическую основу Невинномысска, «умное освещение» и система видеонаблюдения «Безопасный город».
Промышленность 
- АО «Невинномысский азот». Градообразующее предприятие.
- АО «Арнест». Открыт 28 июня 1971 года как Невинномысский завод бытовой химии[86], выдал первую продукцию 26.03.1971 года[179].
- Каскад Кубанских ГЭС ПАО «Русгидро».
- Невинномысская ГРЭС. Пуск первого турбоагрегата 25 июня 1960 года[66].
- Завод «Энергомера». Открыт 16 июня 1972 года как завод измерительных приборов[96].
- Филиал ООО «Газпром трансгаз Ставрополь».
- АО «Железобетон».
- Невинномысский электромеханический завод.
- Невинномысский хлебокомбинат.
- Невинномысский маслоэкстракционный завод.
- Мясоптицекомбинат, филиал ООО «Ставропольский бройлер».
- Производственное объединение «Квант». Организовано 24 декабря 1984 года.
- Казьминский молочный комбинат.
- Птицекомбинат. Упоминается в 1947 году[180].

Региональный индустриальный парк
В 2010 году в городе создан индустриальный парк площадью 804,4 га. Индустриальный парк обеспечен всеми необходимыми коммуникациями (электроснабжение, теплоснабжение, газоснабжение, водоснабжение и водоотведение). По состоянию на 26 ноября 2021 года статусом резидента РИП обладают 9 предприятий.
Торговля 
На территории города действуют и продолжают активно возводиться торговые комплексы, продолжают развиваться существующие и открываются новые торговые сети. В Невинномысске представлены сети супермаркетов: «Магнит», «Пятёрочка», «Вершина», магазинов бытовой техники и электроники: Евросеть, Связной, Позитроника, Цифроград, Поиск, Эльдорадо, парфюмерии и косметики — Летуаль. Пункты доставки интернет-магазинов Wildberries и Ozon.
Работают несколько рынков: «Центральный» (Гагарина), «Закубанский» (улица Матросова), «Скотный» (улица Калинина), «Восточный» (улица Водопроводная), «Автомобильный» (Пятигорское шоссе).
В городе работает большое количество предприятий общественного питания:
- Сеть пиццерий «Додо Пицца»
- Сеть кафе KFC
- Сеть кафе Burger King
- Сеть кафе «Вкусно — и точка»

Финансово-кредитные учреждения
- Сбербанк России
- Промсвязьбанк
- Россельхозбанк
- Совкомбанк
- Банк «ФК Открытие»
- Газпромбанк
- Почта Банк
- Банк ВТБ
- Ставропольпромстройбанк

Транспорт 
Через город проходят Северо-Кавказская железная дорога, а также федеральная автодорога «Кавказ» М29. Такое стратегически выгодное с точки зрения логистики положение обеспечило наличие автомобильного и железнодорожного узлов. Железнодорожные станции Невинномысская (правый берег Кубани — центр города) и Зеленчук (левый берег Кубани — начало ветки на Черкесск) на участке Армавир — Минеральные Воды Кавказского хода Северо-Кавказской железной дороги.
В 2019 году в Невинномысске построен новый путепровод по улице Степная. Это крупнейший путепровод в Ставропольском крае.
На федеральной дороге «Кавказ» город Невинномысск расположен ближе всех городов Ставропольского края к границе Краснодарского края, в городе начинаются автодороги, ведущие в республики Северного Кавказа. Близкое расположение двух гражданских аэропортов: г. Ставрополь (50 км), г. Минеральные Воды (150 км) также благоприятно сказывается на обеспеченности города транспортным сообщением.
В городе находится один из основных железнодорожных узлов Северо-Кавказской железной дороги — станция Невинномысская.
4 апреля 2021 года в городе обновили общественный транспорт.
В 2021 году построен второй путепровод по улице Гагарина.

## Побратимские связи
У Невинномысска заключены побратимские отношения с шестью городами и одним муниципальным районом:
- Белово (Болгария) — с января 1982 года[187]
- / Пицунда (Абхазия/Грузия) — с 17 октября 2010 года[188]
- Кванджу (Республика Корея) — с 22 февраля 2011 года[189]
- Сумгаит (Азербайджан) — с 5 октября 2011 года[190]
- Белореченский муниципальный район (Краснодарский край, Россия) — с августа 2017 года[191]
- Черкесск (Россия) — с 22 сентября 2018 года[192]
- Шебекино (Белгородская область, Россия) — с 11 июня 2021 года[193]

## Спорт
- Спортивно-культурный комплекс «Олимп-Арена». Построен в 90-х годах XX века. После масштабной реконструкции, завершившейся в 2019 году, «Олимп-Арена» стал самым современным спортивным комплексом на юге России с инфраструктурой, позволяющей принимать соревнования международного уровня[194].
- Ледовый дворец «Олимпийский». Детско-юношеская спортивная школа по зимним видам спорта.
- Бассейн.
- Стадион «НГГТИ» (бывшее название «Химик»).
- Стадион «Спортивное ядро» («Шерстяник»). Домашний стадион футбольной команды «Невинномысск», до недавнего времени участвовавшей в чемпионате Ставропольского края.
- Детская футбольная команда «Веста». Базируется в здании лицея № 6.
- Новая футбольная площадка (напротив Ледового дворца моногорода).

Невинномысск на футбольных матчах представляет команда «СтавропольАгроСоюз».

## Люди, связанные с городом
- Маликов Илья Антонович (1921—1990) — участник Великой Отечественной войны 1941—1945 гг., лётчик, командир звена авиаэскадрильи. Герой Советского Союза. Жил и умер в Невинномысске.

Почётные граждане города Невинномысска
На 18 ноября 2021 года:
- Александров Анатолий Борисович — первый вице-президент ОАО «Арнест», заслуженный химик РФ, академик Международной Академии реальной экономики, заместитель председателя Думы города.
- Афонин Вениамин Георгиевич — заместитель генерального директора закрытого акционерного общества «Продпромпродукт». Первый секретарь ГК КПСС в 1970—1978 годах.
- Карагодин Иван Алексеевич (1940—2014) — управляющий трестом «Ставропольхимстрой» (1980—1986, 1988—1991), генеральный директор промышленно-строительной фирмы «Невинномысская» (с 1991 г. по 2014 г.). Заслуженный строитель РСФСР (1994), Почетный строитель России (2000). Председатель Думы города Невинномысска I созыва (1996—2001).
- Кожевников Владимир Иванович — четверть века был редактором многотиражной газеты «Шерстяник» шерстяного комбината им. В. И. Ленина. Автор 25 художественных и документально-исторических книг, большинство из которых — о жителях Невинномысска и Ставрополья, коллективах фабрик и заводов. Лауреат Всероссийского литературного конкурса им. В. Шукшина и литературной премии им. С. Бабаевского.
- Коклин Иван Максимович — начальник Невинномысского ЛПУМГ ПО «Севкавгазпром» (1979—1999), заместитель директора по общим вопросам Невинномысского ЛПУМГ ООО «Кавказтрансгаз» ОАО «Газпром».
- Кочубей Иван Антонович (1893—1919 гг.) — участник Гражданской войны, с 1918 года командовал отрядом Красной Гвардии, конным полком, кавалерийской бригадой на Северном Кавказе. Освобождал от белой армии город Невинномысск.
- Куликов Виктор Георгиевич (1921—2013 гг.)- Маршал Советского Союза, Герой Советского Союза, участник Великой Отечественной войны, с 1971 г.- начальник Генштаба-первый заместитель министра обороны СССР, лаурят Ленинской премии, принимал участие в деле укрепления Вооруженных Сил СССР. Учился в средней школе № 5 г. Невинномысска;
- Ледовской Виктор Иванович — генеральный директор Невинномысского производственного объединения «Азот» (1984—2001), глава города Невинномысска (2004—2009). Герой Социалистического Труда, заслуженный химик Российской Федерации.
- Матющенко Игнат Тимофеевич (1913—1991 гг.) — Герой Социалистического Труда (1971), с 1953 по 1972 годы возглавлял трест «Ставропольхимстрой», заслуженный строитель РСФСР (1963). Под его руководством трест осуществил строительство Невинномысского азотно-тукового завода, других промышленных предприятий и социальных объектов города.
- Низяев Вячеслав Михайлович — Герой Социалистического Труда (1971), лауреат Государственной премии (1949). Был главным инженером «Азота» с 1957 по 1977 годы.
- Погорелов Владимир Андреевич — директор ОАО «Невинномысскгоргаз» (1988—2002 гг.), заслуженный работник жилищно-коммунального хозяйства РФ.
- Семенченко Анатолий Федорович — председатель исполкома Невинномысского городского совета народных депутатов (1983—1991 гг.), глава администрации города (1991—1996 гг.), депутат Государственной Думы Федерального Собрания Российской Федерации 4-го созыва (2003—2007).
- Скрипочка Олег Иванович (1969) — Герой РФ, лётчик-космонавт РФ[197].
- Стрижаков Геннадий Васильевич — директор Невинномысского энергетического техникума с 1969 по 2004 годы.
- Ткачев Владимир Яковлевич — участник Великой Отечественной войны, Герой Советского Союза (1945).
- Тумарцов Иван Никитович — врач-отоларинголог (1958—1960), заведующий городской поликлиникой № 3 (1960—1963), главный врач больнично-поликлинического объединения (1963—1986), заведующий городским отделом здравоохранения, главный врач центральной городской больницы (1986—1991). Кандидат медицинских наук (1973).
- Шевченко Александр Митрофанович (1926—2006 гг.) — Герой Социалистического Труда (1966), заслуженный строитель РСФСР, пенсионер союзного значения (1981).

## Объекты культурного наследия
Памятники монументального искусства
- Памятник В. И. Ленину. 1958 г.[198][199]
- Памятник И. А. Кочубею. 1959 г.[200][201]
- Памятник В. И. Ленину. 1957 г.[202]
- Памятник А. М. Горькому. 1958 г.[203][204]
- Памятник Д. И. Менделееву. 1960 г[205][206].
- Памятник Г. М. Кржижановскому, 1976 год, ул. Энергетиков, 2.  261610492520005
- Памятник Герою Советского Союза Т. Н. Подгорному. 1975 г[207][208]

Памятники истории
- Братская могила воинов Советской Армии, погибших в 1943 году при освобождении г. Невинномысска от немецко-фашистских захватчиков. 1943, 1975 гг. 1943, 1975 гг.[209][210]
- Здание, где рабочими депо был построен бронепоезд «Коммунист». 1903, 1918 гг.[211]
- Братские могилы погибших в годы Великой Отечественной войны, 1943 г., 2014 г.[212]
- Братская могила 11 воинов Советской Армии, погибших в 1943 году при освобождении Невинномысска от немецко-фашистских захватчиков. 1943, 1966 гг.[213][214]. Памятник на могиле открыт 9 мая 1966 года[86].
- Здание, в котором в 1918 году заседал военный комиссариат Баталпашинского отдела Кубанской области. 1910 г.[215][216]
- Здание, где располагался первый невинномысский революционный полк[217]
- Памятный знак — камень с памятной табличкой на нём: «Здание школы заложено участниками XIII краевого традиционного молодёжного праздника „Слава труду“ 25 августа 1977 г.». 25.08.1977 г.  261510220280005
- Здание, где проходило первое заседание совета рабочих и крестьянских и казачьих депутатов. 1903, 1918 гг.[218]
- Братская могила советских воинов, умерших от ран в госпиталях в годы Великой Отечественной войны[219]
- Могила Циглера, первого председателя поселкового Рождественского сельского совета. 1930 г.[220][221]
- Первый жилой дом нового Невинномысска. 1956 г.[222][223]
- Обелиск «Вечная слава», установленный в ознаменование 50-летия Советской власти. 1967 г.[224][225]
- Памятный знак «14 октября 1975 года. Письмо к комсомольцам и молодёжи города Невинномысска 2025 года». 1975 г.[226][227]
- Братская могила 19 советских воинов, погибших при освобождении г. Невинномысска от фашистских захватчиков. 1943, 1957 гг.[228][229]
- Братская могила 8 советских воинов, погибших в 1943 году при освобождении города Невинномысска от фашистских захватчиков. 1965 год. Посёлок Низки, ул. Школьная, 34.  261410165930005
- Памятник красным партизанам, погибшим в годы гражданской войны. 1961, 2007 г.[230][231]
- Здание, где был убит секретарь Ставропольского губернского комитета партии большевиков М. Г. Морозов[232]
- Дом, в котором размещался военно-революционный комитет по организации Красной Гвардии. 1890, 1918 гг.[233]
- Здание казармы у железнодорожного моста, где стояли насмерть защитники города[234]
- Здание железнодорожного вокзала, где на станции Невинномысская в марте 1918 года под руководством Героя Гражданской войны Я. Ф. Балахонова был сформирован 2-й Кубанский революционный отряд. 1903, 1953 гг.[235][236]

- Здание дистанции пути 19 железной дороги, где в 1918 году находился штаб Красной Гвардии Северо-Кавказской Республики. 1912 г.[237][238]
- Могила лейтенанта Гусева, погибшего в бою на территории фабрики в борьбе с фашистами 5 августа 1942 года. парк культуры и отдыха «Шерстяник», ул. Маяковского, 24.  261410165780005
- Памятник рабочим и служащим шерстяного комбината им. В. И. Ленина, погибшим в годы Великой Отечественной войны 1941—1945 гг. 1965 г.[239][240]
- Памятник «Послание потомкам „Вскрыть в 1995 г.“». 1965 г.[241]
- Здание, в котором в 1918 году размещался штаб Красной Гвардии Северного Кавказа. 1910 г.[242][243]
- Дом, в котором в 1918 году размещался штаб Таманской Красной Армии[244][245]
- Головное гидротехническое сооружение Невинномысского канала. 1936—1948 гг.[246]